# Кессених, Владимир Николаевич
Владимир Николаевич Кессених (10 (23) сентября 1903, Тифлис — 15 июля 1970, Томск) — советский радиофизик. Заслуженный деятель науки РСФСР (1964).

## Биография
Его отец, Николай Карлович Кессених (1865—1930), был родом из обрусевших немцев, прибывших в Россию в 1814 году. Он служил в госконтроле Закавказской железной дороги. Мать, Мария Николаевна (урождённая Тихонова; 1866—1956), была дочерью почтового чиновника из обедневшего дворянина Орловской губернии.
Среднее образование получил в 4-й Тифлисской гимназии и советской трудовой школе 2-й ступени № 7 в Киеве (бывшая 7-я Киевская мужская гимназия). В 1920 году служил делопроизводителем Ессентукского уездного отдела народного образования; преподавал «мироведение» на общеобразовательных профтехкурсах для рабочих; был лаборантом физического кабинета. В 1921 года командирован для учёбы в Донской университет. На 3-м курсе исполнял обязанности ассистента при кафедре физики и помогал профессору Д. Н. Горячеву в постановке и демонстрации опытов. По окончании в 1924 году математического отделения университета оставлен в нём ассистентом кафедры физики; вёл практические занятия на физико-техническом отделении педагогического факультета; активно участвовал в работе Общества радиолюбителей, руководил радиосекцией научно-технического кружка педагогического факультета. Состоял активным членом Общества естествоиспытателей при университете.
Занимался вопросами излучения и распространения радиоволн; на 6-м Всероссийском съезде физиков (Москва, 1928) выступил с докладом. С июня 1930 года — научный сотрудник Сибирского физико-технического института (с 5 октября 1932 года — заместитель директора; с 1 февраля 1933 по февраль 1936 — директор); с 15 сентября того же года — исполняющий обязанности доцента и заведующего кафедрой электромагнитных колебаний Томского университета (23 ноября 1933 года утверждён заведующим кафедрой). С 27 декабря 1937 года по 1 апреля 1939 года В. Н. Кессених — декан физико-математического факультета Томского университета; с 15 ноября 1940 года по 23 августа 1941 года — проректор по научно-исследовательской работе. В 1936 году Кессенихом была сконструирована и построена первая в стране регулярно действующая ионосферная станция для исследования роли корпускулярного излучения в ионизации атмосферы.
В ноябре 1935 года без защиты диссертации стал кандидатом физико-математических наук; 25 декабря 1940 года защитил на физическом факультете МГУ диссертацию на соискание учёной степени доктора физико-математических наук «Энергетические соотношения в колебательных системах и параметры излучающих систем».
Был участником Великой Отечественной войны; воевал в составе отдела управления связи Северо-Западного фронта, награждён орденом Красной Звезды (1942).
В 1943—1952 годах продолжал службу и работал в Центральном научно-исследовательском испытательном институте связи Советской Армии (ЦНИИИС СА); получил звание полковника. Одновременно с 1944 года работал на физическом факультете МГУ: в 1944—1946 годах — профессор кафедры колебаний; в 1946—1952 годах — заведующий кафедрой распространения радиоволн; в 1948 году исполнял обязанности декана факультета.
После увольнения в запас с 28 марта 1953 года по 15 июля 1970 года преподавал в Томском университете. По его инициативе в сентябре 1953 года был открыт радиофизический факультет в составе трех кафедр: радиофизики, которой заведовал Кессених; электромагнитных колебаний; электрофизики. С 1 ноября 1953 года по 16 октября 1956 года он был декан радиофизического факультета. В 1961 году награждён орденом Трудового Красного Знамени.
Похоронен на Северном кладбище Томска.

## Научная деятельность
Основные работы В. Н. Кессениха в области радиофизики: изучение ионосферы, радиофизика высокочастотных диэлектриков, электродинамика излучающих систем, теория нелинейных колебаний, телевидения и распространения радиоволн. Им опубликовано более 100 научных работ.
Ещё в 1932 году он нашёл решение задачи о возбуждении электромагнитных волн в проводе, что положило начало серии исследований по сосредоточенному возбуждению электромагнитных полей в теории антенн и передающих линий. Им были выполнены фундаментальные исследования по электродинамике излучающих систем. Он впервые ввёл в антенные задачи аналитическое задание сосредоточенного источника и нашел их правильное решение. Получил формулу входного сопротивления тонкой антенны, которая вошла в учебники и справочники под названием «формула Кессениха». Им были заложены теоретические основы изучения и создания широкополосных антенных систем. Кессених провёл первое расчётно-аналитическое исследование обнаружения трещин в металле при помощи вихревых токов; в лаборатории Сибирского физико-технического института был разработан ряд опытных дефектоскопных ручных тележек для проверки железнодорожных рельсов.
В 1957 году он одним из первых рассмотрел роль космического излучения в ночной ионизации ионосферы; им была разработана теория тройного расщепления импульсных сигналов в ионосфере. Кессених внёс также вклад в развитие аналитических методов теории антенн: в 1960 году он нашёл решение задачи об отражении электромагнитных волн от сосредоточенной нагрузки в одиночном проводе.
В. Н. Кессених автор учебного пособия «Распространение радиоволн» (М.: ГИТТЛ, 1952. — 489 с.).
Сын Александр Владимирович Кессених (род. 1932) — доктор физико-математических наук, профессор; историк науки.